# Pniewo (powiat gryfiński)
Pniewo (do 1945 r. niem. Bremerheide) – wieś w Polsce położona w województwie zachodniopomorskim, w powiecie gryfińskim, w gminie Gryfino, w widłach Pniewy i Tywy.

## Historia
Osada Bremerheide została założona przez 5 kolonistów na parceli leśnej po wykarczowaniu lasu w 1840 r. W 1841 r. osadę kupił gryfiński kupiec Rasch. W latach 60. XIX w. było tu 16 gospodarstw i 96 mieszkańców. Przed rokiem 1886 wybudowano kaplicę i założono cmentarz. Po 1945 r. wieś o charakterze robotniczo-chłopskim. Obecnie stanowi nieoficjalne przedmieście Gryfina. Rolniczy charakter wsi ulega zatarciu.
W latach 1945–54 siedziba gminy Żórawie. W latach 1975–1998 miejscowość należała administracyjnie do województwa szczecińskiego.
Do rejestru zabytków wpisana jest zagroda nr 30, a w niej szachulcowa chałupa i stodoła.

## Układ przestrzenny
Pniewo to wieś typu ulicowego położona w południowej części gminy, w widłach dwóch cieków wodnych: Pniewy i Tywy. Przez wieś przebiega droga krajowa nr 31 i Linia kolejowa nr 273 Szczecin-Kostrzyn nad Odrą, w Pniewie znajduje się stacja Dolna Odra.